# Anaglyptus praecellens
Anaglyptus praecellens е вид бръмбар от семейство Сечковци (Cerambycidae). Видът е застрашен от изчезване.

## Разпространение и местообитание
Разпространен е в Гърция (Крит).
Обитава гористи местности и храсталаци.

## Описание
Популацията на вида е намаляваща.